# 伊東祐秋
伊東 祐秋（いとう すけあき）は、江戸時代前期の日向国飫肥藩士。

## 生涯
旗本・成瀬正武の次男として生まれる。元和元年11月27日（1616年1月6日）に父が切腹した時はまだ母親の胎内にいた。後に母の実家である飫肥伊東家を頼り、飫肥藩主に仕えた。子の正叔は飫肥藩の一門三家・伊東図書家の祖となり、子孫は代々飫肥藩に仕えた。